# 何平平
何平平（1988年7月13日—2010年3月13日），曾是健力士世界紀錄上世界最矮小的成年人。
何平平身高73 cm（2尺5吋）。何平平生於內蒙古自治區烏蘭察布市化德縣的一個家庭，排行第三，其上有兩位正常身高且已婚的姊姊。據他父親何雲所說，何平平出生時手掌很小，當何平平年紀稍大時，手掌的成長卻仍然緩慢，後來經醫生診斷發現原因是因為骨畸形成骨不全症，因而妨礙了正常的骨骼生長和身體的高度。
2010年3月，何平平於出席意大利一電視節目前忽然胸口發痛，送院搶救兩周後，延至3月13日不治，得年21歲。

## 出席活動
2007年1月，何平平獲邀請參與日本東京的一個電視節目，並成為了互聯網的標記。有趣的是，何平平的出生地內蒙古同時也是当时健力士世界大全上世界最高的人鮑喜順的出生地，他們於2007年7月時的電視會面更吸引了全球媒體的注意。2008年5月，何平平出席了由英國第四台主持馬克·多蘭所主持名謂世界上最矮小的人與我（英語：The World's Smallest Man and Me）的紀錄片。2008年9月，何平平與目前世界上最長腿女子的健力士世界紀錄保持者斯韋特蘭娜·潘克拉托娃一同現身倫敦的特拉法加廣場以宣傳發布的2009年版的健力士世界紀錄。2009年12月，何平平参与极速前进第16季在上海的拍摄，该集于美国东部时间2010年4月25日晚播出时有In Memory of He Pingping（纪念何平平）字样。

## 爭議
2006年，曾有一名14歲，身高僅53 cm尼泊爾男孩向健力士世界紀錄申請但因未滿18歲而不被接納。一名約旦男子亦自稱是世界上最矮的人，不過到目前為止尚未經健力士世界紀錄方面核實。
自何平平於2007年1月於電視上出現，經過了健力士世界紀錄方面在十小時內三次核實他的身高，最終證實他是世界上目前為止最矮小而在世的人和有紀錄以來最矮小的人。
2008年9月，何平平前往了紐約市幫助啟動了2009年版健力士世界紀錄，這再次證明了他是世界上最矮的人。
何平平去世後，一名18歲，身高僅56 cm尼泊爾男孩馬卡爾向健力士世界紀錄申請成功，最終證實他是世界上目前為止最矮小而在世的人。